# Marius Jansen
Marius Berthus Jansen (11 de abril de 1922 - 10 de dezembro de 2000) foi um académico americano, historiador e professor emérito de história do Japão na Universidade de Princeton.

## Biografia
Marius Jansen nasceu na antiga vila de Vleuten, na província neerlandesa de Utreque, filho de Gerarda e Bartus Jansen, um florista que se mudou com sua família para Johnston (Rhode Island), no outono de 1923. Ele cresceu no estado de Massachusetts e graduou-se em História Europeia da Renascença e da Reforma pela Universidade de Princeton em 1943. Jansen serviu no Exército dos Estados Unidos e esteve estacionado no Japão durante ocupação aliada do país asiático, onde estudou japonês e trabalhou. Ele obteve seu PhD em História pela Universidade de Harvard em 1950, estudando o Japão com Edwin O. Reischauer e a China com John K. Fairbank. Sua dissertação tratou das interações dos dois países e foi publicada como The Japanese and Sun Yat-sen em 1954.
Ele foi membro do Conselho de Relações Internacionais e da Academia Americana de Artes e Ciências. Em 1999, Jansen foi o primeiro estrangeiro a receber o Prêmio de Mérito Cultural Distinto, dado pelo governo do Japão.

## Trabalhos selecionados
Em uma visão geral estatística derivada de escritos de e sobre Marius Jansen, a OCLC/WorldCat abrange cerca de mais de 100 trabalhos em mais de 300 publicações em 12 idiomas e mais de 13.900 acervos bibliotecários.
- The Japanese and Sun Yat-sen (1954)
- Sakamoto Ryōma and the Meiji Restoration (1961)
- Japan and Communist China in the Next Decade (1964)
- Changing Japanese Attitudes Toward Modernization (1965)
- Studies in the institutional history of early modern Japan (1968) John Whitney Hall and Marius Jansen, eds. Princeton, Princeton University Press.
- Japan and its World: Two Centuries of Change (1975)
- Japan and China: from War to Peace, 1894–1972 (1975)[7]
- Japan in Transition, from Tokugawa to Meiji (1986)
- China in the Tokugawa World (1992 ISBN 978-0-674-18476-3) ; DeGruyter 2014) The 1988 Edwin O. Reischauer Lectures
- Japanese Today: Change and Continuity (1995) Edwin O. Reischauer, Marius B. Jansen[8]
- The Making of Modern Japan (2000)[9]

## Honras
- Bolsa Guggenheim, 1979
- Ordem do Tesouro Sagrado, 1985[2]
- Academia do Japão, 1999[2]
- Pessoa de Mérito Cultural, 1999[10]